# Ophichthus marginatus
Ophichthus marginatus är en fiskart som först beskrevs av Peters, 1855.  Ophichthus marginatus ingår i släktet Ophichthus och familjen Ophichthidae. Inga underarter finns listade i Catalogue of Life.